# 윤동구 (1952년)
윤동구(尹同求, 1952년 7월 12일 - )는 대한민국의 설치 미술가, 작가이다. 윤보선 전 대통령과 공덕귀 여사의 둘째 아들이다.

## 유학길
중학교 3학년 재학 중 미국으로 유학, 윌리스턴대학과 로드아일랜드 디자인스쿨을 졸업하고 1985년 귀국했다.

## 미국 출국
다시 미국으로 출국했다가, 1989년 귀국 전, 용산 전쟁기념관에서 빛을 이용한 전시회를 개최했고, 귀국 후 1994년 동숭동 낙산갤러리에서 석굴암을 소재로 한 설치작품을 전시했으며, 제주 하얏트 호텔과 서울지하철 사당동 역사, 한국 무역협회 등의 건물의 보조 환경 조형물을 직접 제작하였다.

## 같이 보기
- 설치 미술
- 조형 예술
- 올림픽대교
- 윤보선
- 공덕귀
- 윤치소
- 이범숙
- 윤보선의 가족
- 대한민국 대통령 자녀